# Zbiór wypukły

Pięciokąt wypukły.

Przykłady zbiorów, które nie są wypukłe.

Zbiór wypukły – podzbiór pewnej przestrzeni zawierający wraz z dowolnymi dwoma jego punktami odcinek je łączący. Przestrzeń może być np. euklidesowa, afiniczna lub liniowa (tj. wektorowa); we wszystkich przypadkach wymaga się, by ciało skalarów było uporządkowane, zwykle jest to ciało liczb rzeczywistych.
Formalna definicja
Zbiór {\displaystyle C} przestrzeni liniowej nad ciałem uporządkowanym {\displaystyle K} nazywa się wypukłym, jeżeli
{\displaystyle \forall _{\mathbf {x} ,\mathbf {y} \in C}\;\forall _{a,b\in K}\;\left(a\geqslant 0\wedge b\geqslant 0\wedge a+b=1\Rightarrow a\mathbf {x} +b\mathbf {y} \in C\right).}
Spotyka się również równoważne warianty tej definicji, np.:
{\displaystyle \forall _{\mathbf {x} ,\mathbf {y} \in C}\;\forall _{a\in K}\;\left(a\in [0,1]\Rightarrow a\mathbf {x} +(1-a)\mathbf {y} \in C\right).}
W przestrzeni afinicznej {\displaystyle C} ostatni warunek ma postać
{\displaystyle \forall _{\mathbf {P} ,\mathbf {Q} \in C}\;\forall _{a\in K}\;\left(a\in [0,1]\Rightarrow \mathrm {P} +a\cdot {\overrightarrow {\mathrm {PQ} }}\in C\right).}

## Przykłady
Przykładami zbiorów wypukłych na płaszczyźnie euklidesowej są: cała płaszczyzna, półpłaszczyzna, koło, kwadrat, trójkąt, odcinek, prostokąt, każdy wielokąt foremny. Kąt płaski jest wypukły wtedy i tylko wtedy, gdy jego miara jest mniejsza bądź równa mierze kąta półpełnego (w tym kąt prosty) lub równa mierze kąta pełnego (zob. klasyfikacja kątów).
Zbiór zawierający pojedynczy punkt również jest wypukły, przy czym punkt ten jest ekstremalny. Punktami ekstremalnymi są również wierzchołki wielokątów wypukłych, podobnie jak każdy punkt okręgu danego koła. W przestrzeni trójwymiarowej zbiorami wypukłymi są m.in. kula, sześcian (foremny), stożek, czy prostopadłościan.
Część wspólna zbiorów wypukłych jest zbiorem wypukłym, ich suma nie musi być wypukła.
Dla każdego wielościanu wypukłego zachodzi twierdzenie Eulera o wielościanach, które mówi, że suma jego wierzchołków oraz ścian jest równa liczbie jego krawędzi powiększonej o dwa.
Przykładami zbiorów niewypukłych są: każdy zbiór skończony punktów o co najmniej dwóch elementach, każdy okrąg, sfera, torus.